# Kasteel Trakai
Kasteel Trakai (Litouws: Trakų salos pilis - Eilandkasteel van Trakai) is een gerestaureerd kasteel in Litouwen, oorspronkelijk gebouwd in de middeleeuwen. Het is gelegen op een eiland in het Galvėmeer in Nationaal Park Trakai bij het stadje Trakai. 

## Geschiedenis
Met de bouw van het kasteel werd in de tweede helft van de 14e eeuw begonnen in opdracht van prins Kęstutis. Het werd in 1409 voltooid tijdens het bewind van grootvorst Vytautas de Grote, die in 1430 in dit kasteel overleed.
Na de Slag bij Tannenberg in 1410 waarbij de Duitse Orde, de erfvijand van het Pools-Litouwse bondgenootschap, uitgeschakeld werd, verloor het kasteel zijn militaire belang. Het kreeg een bestemming als woonresidentie van de grootvorst van Litouwen en later als zomerpaleis voor de koningen van Polen (die tevens grootvorst van Litouwen waren). Het interieur werd gedecoreerd met fresco's; een deel daarvan is bewaard gebleven. 
Daarna fungeerde het kasteel als gevangenis. In de oorlogen met het grootvorstendom Moskou in de 17e eeuw werd het kasteel beschadigd. De schade werd aanvankelijk niet hersteld en het kasteel raakte in verval.

## Restauratie

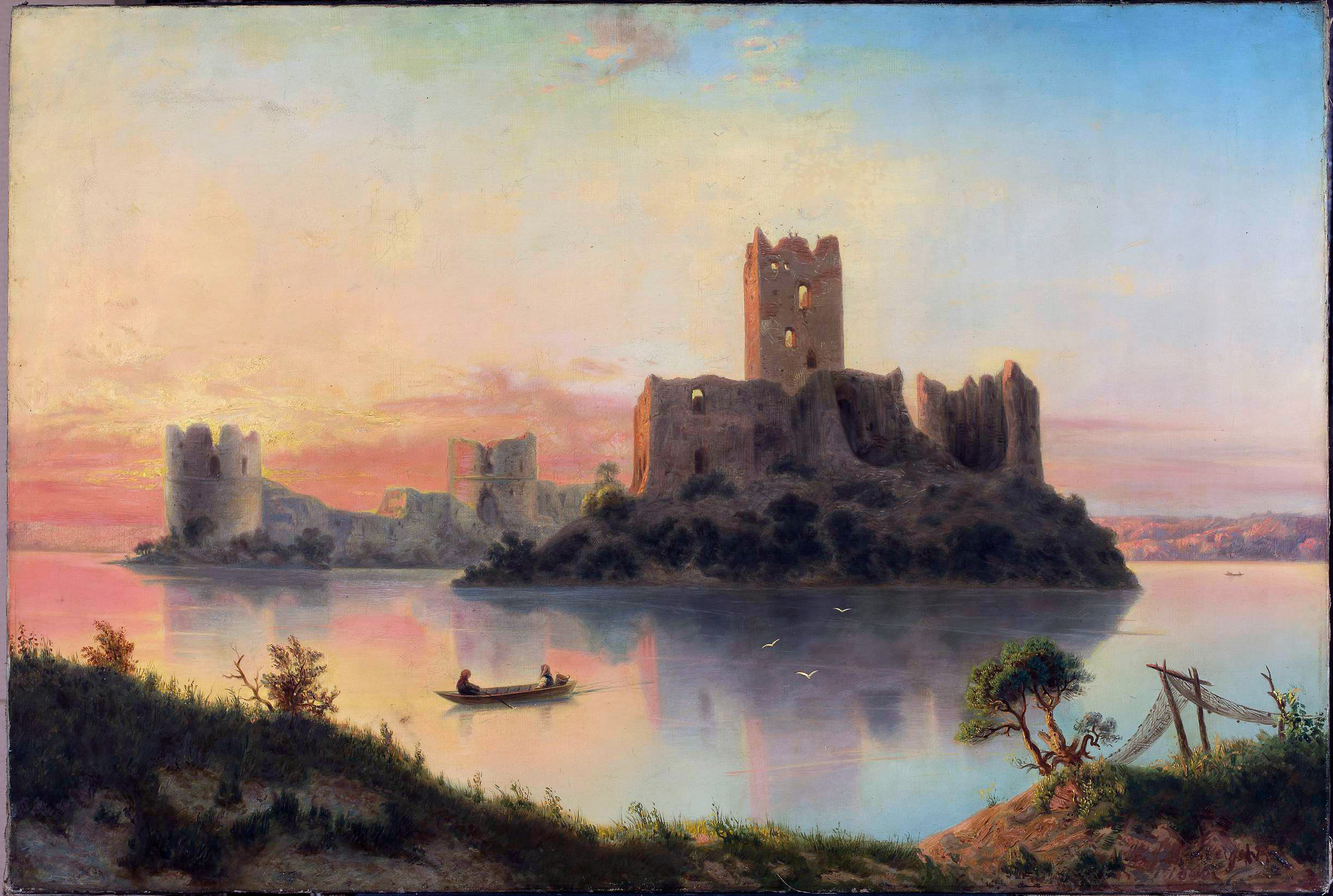
Ruine Kasteel Trakai, schilderij 1866

In de 19e eeuw werden restauratieplannen gemaakt maar het duurde tot de twintigste eeuw tot het kasteel werd hersteld in een vijftiende-eeuwse stijl. Tussen 1935 en 1941 en van 1946 tot 1961 is de restauratie uitgevoerd. Het huidige kasteel is gebouwd op de ruïnes van het oude kasteel; de nieuwe gedeeltes zijn in rode baksteen uitgevoerd en contrasteren met de grauwe keien van de oude gedeeltes.
Kasteel Trakai is nu een van de populairste toeristische bestemmingen van Litouwen. In het kasteel is een historisch museum gevestigd. Een houten brug verbindt het kasteel met het vasteland.

## Tweede kasteel
Op een schiereiland tussen het Galvėmeer en het Lukameer ligt een tweede kasteel, dat in dezelfde tijd gebouwd is. In het Litouws wordt dit het Trakų pusiasalio pilis (‘Schiereilandkasteel van Trakai’) genoemd. Het werd in de 17e eeuw vernield en is, in tegenstelling tot het eilandkasteel, maar zeer gedeeltelijk gerestaureerd. Slechts één toren is opgeknapt.

## Foto's

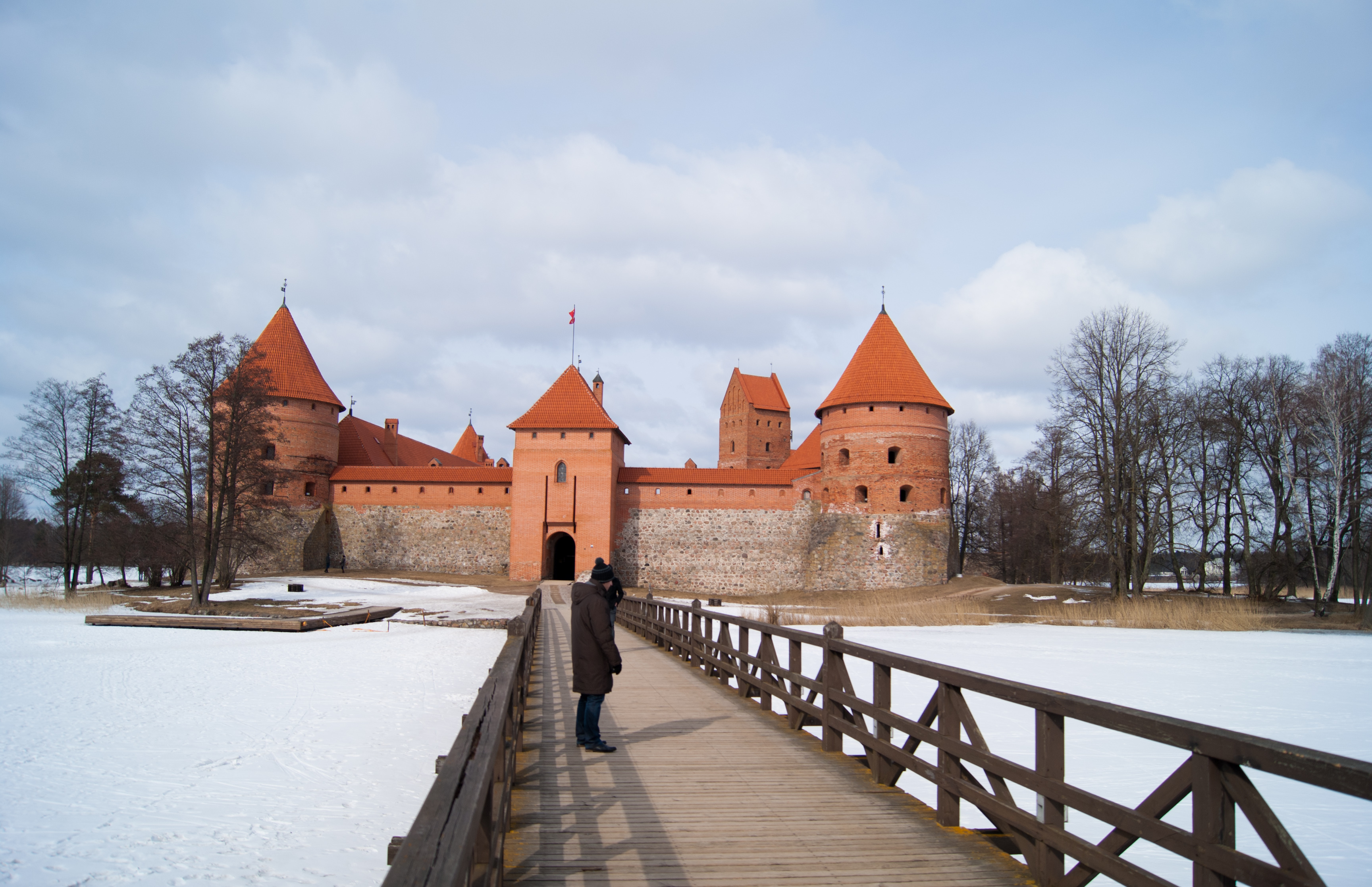
Het kasteel met de brug in de winter
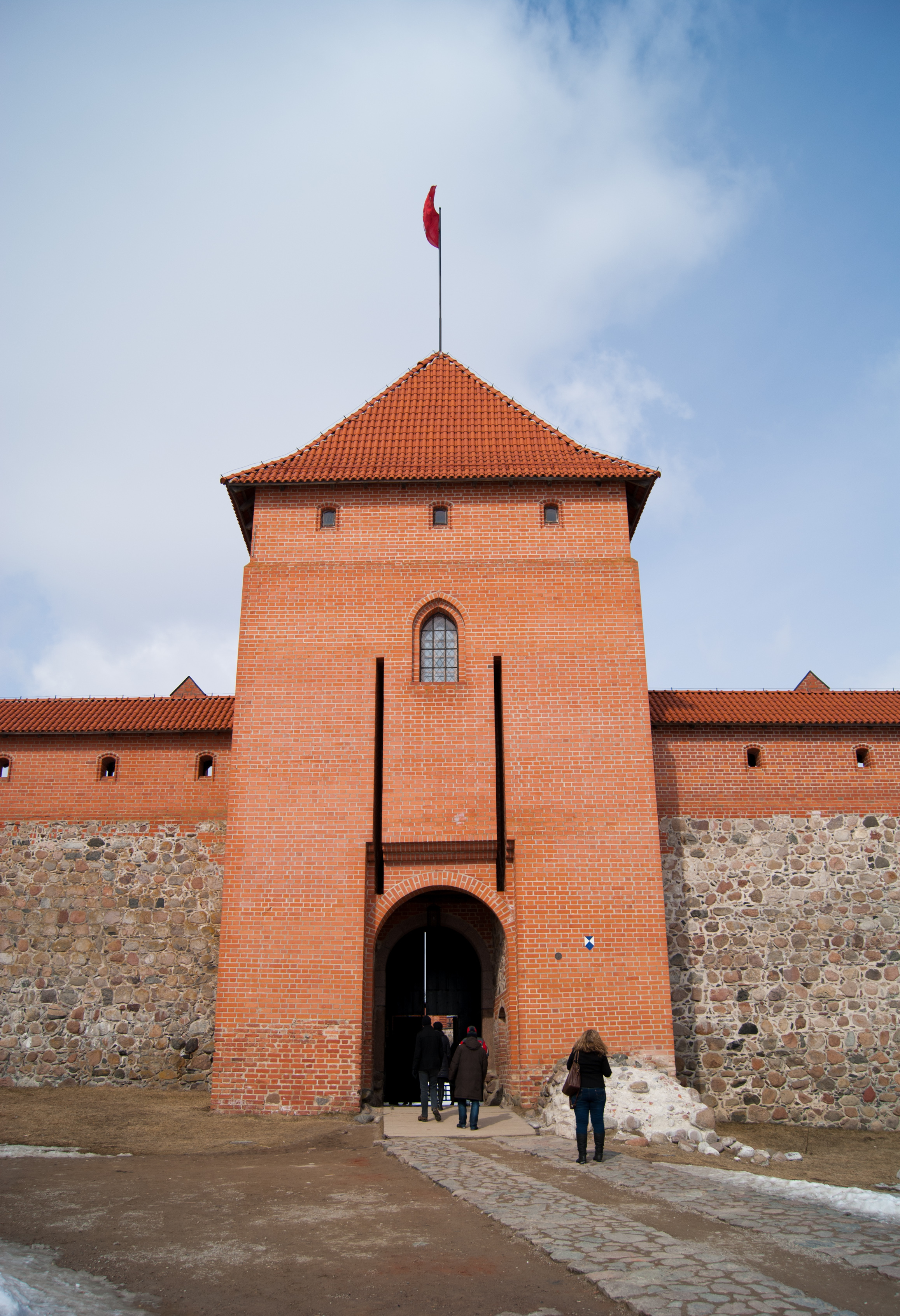
De poort
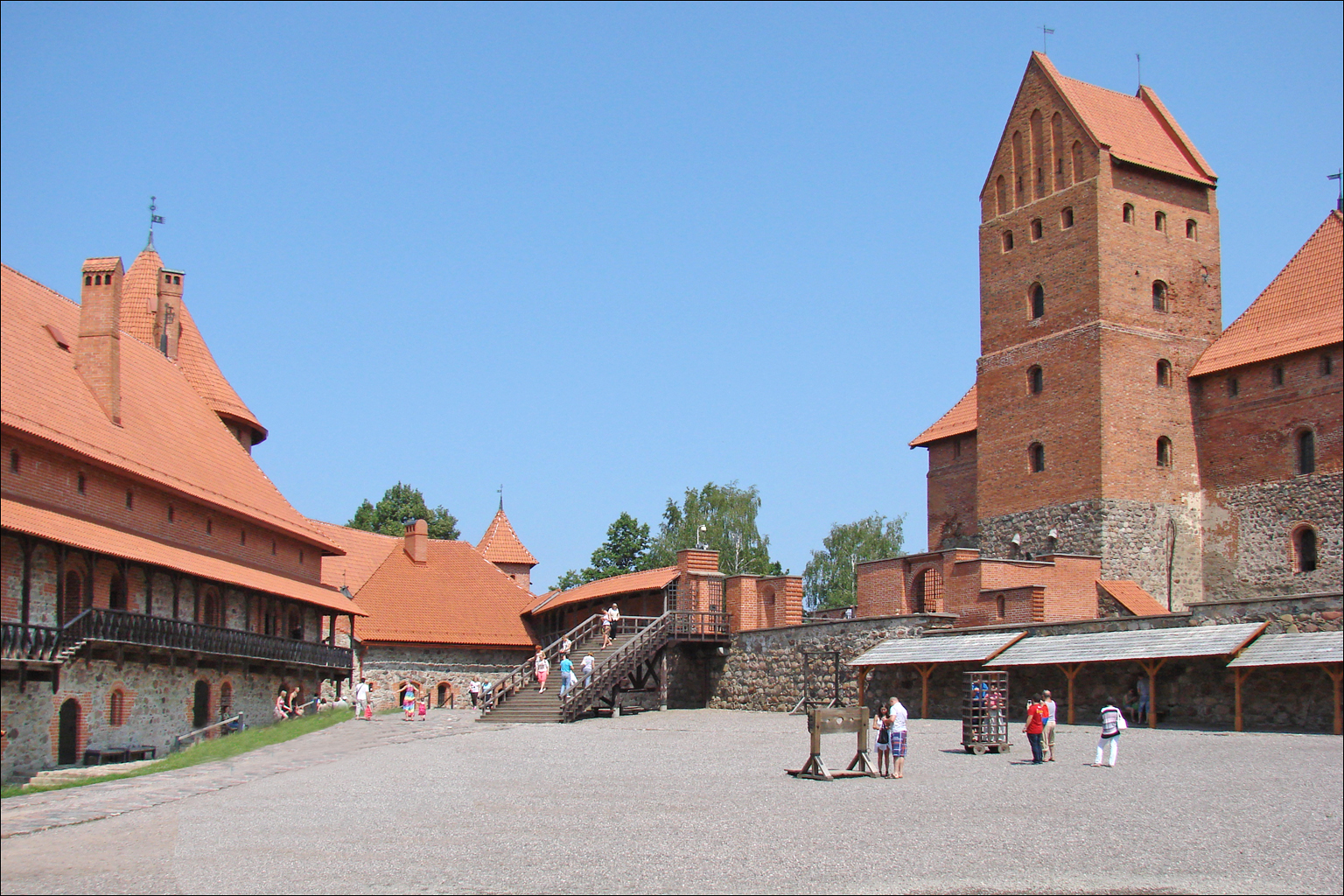
Binnenplaats
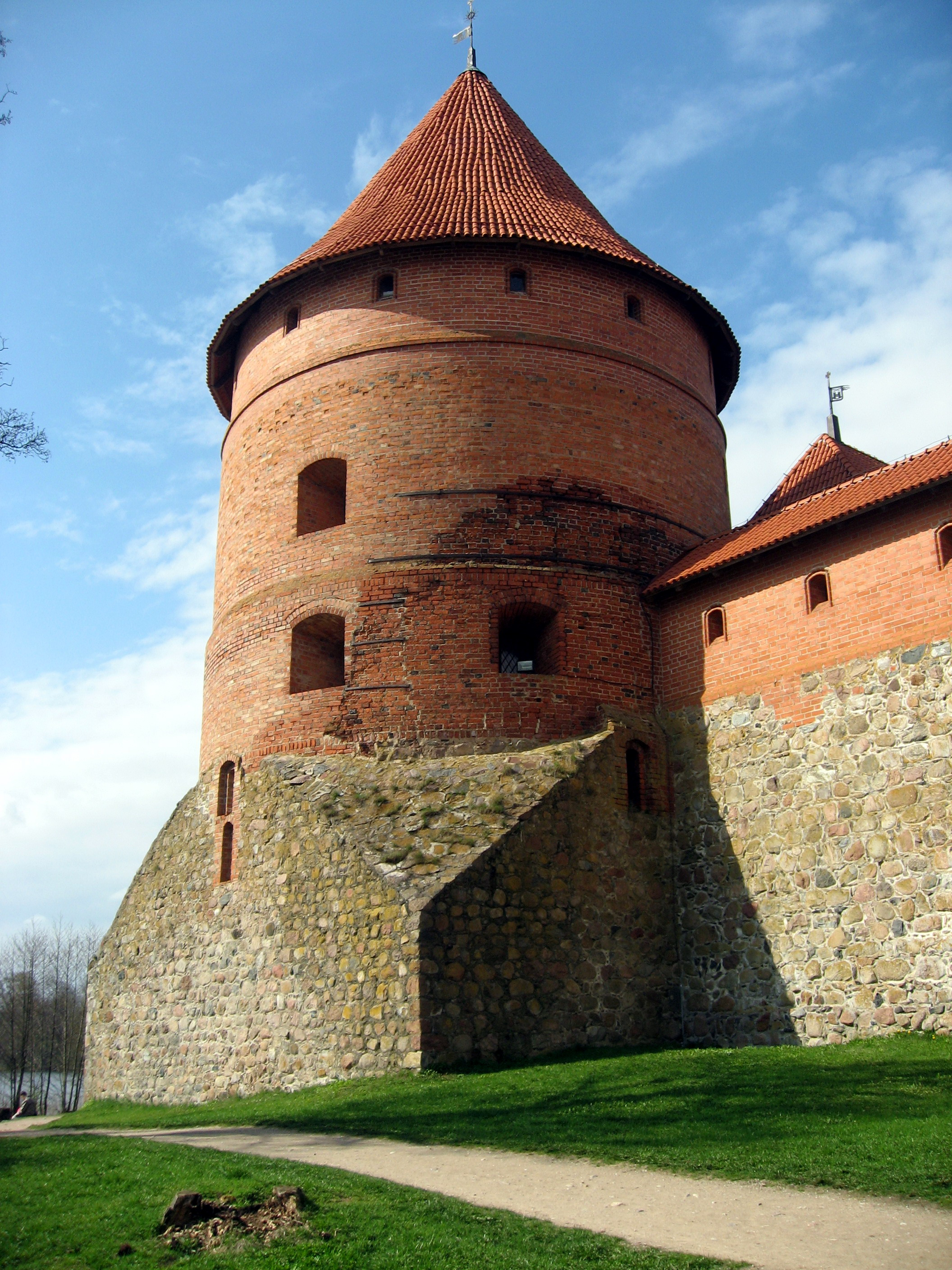
Een van de torens
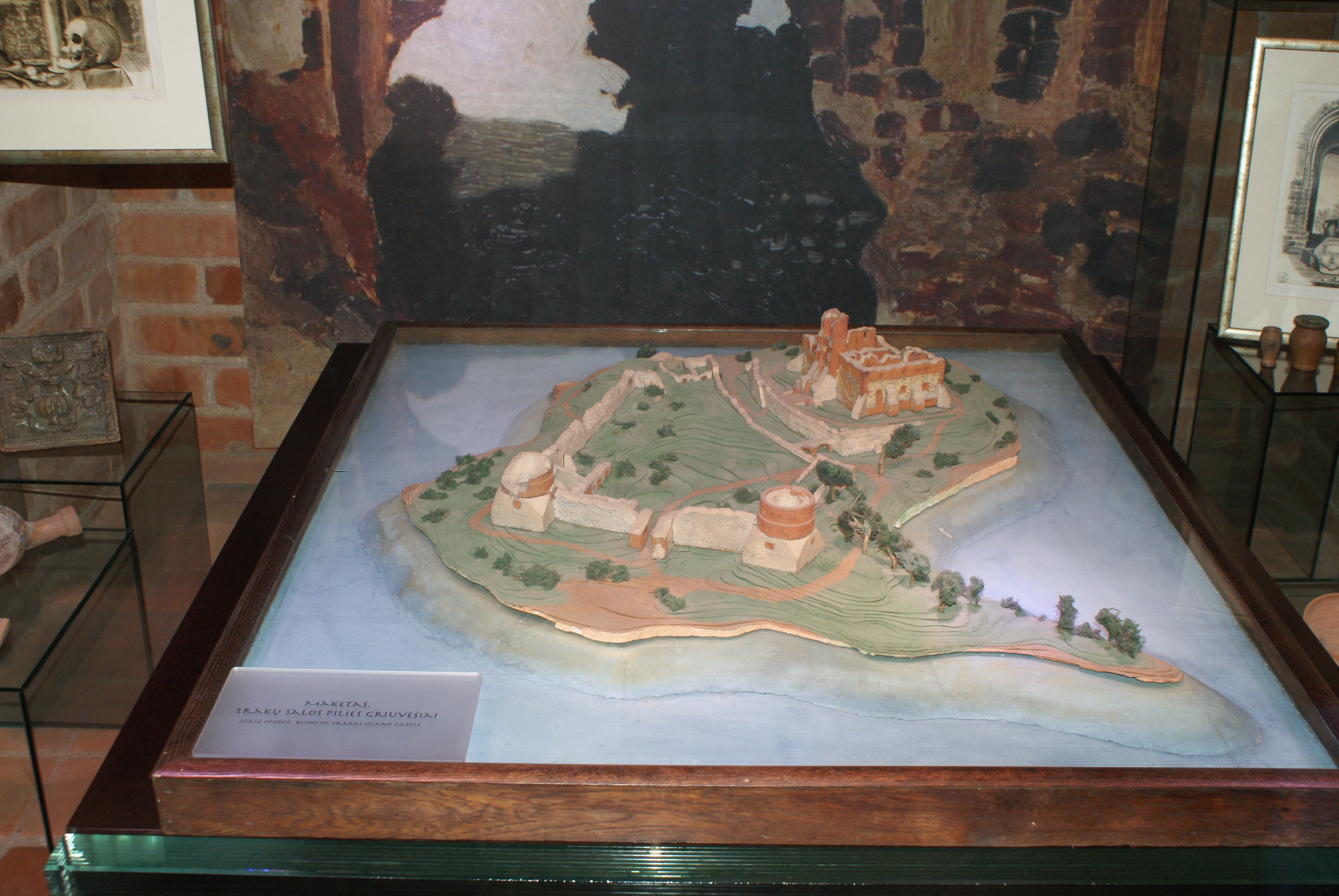
Maquette in het historisch museum
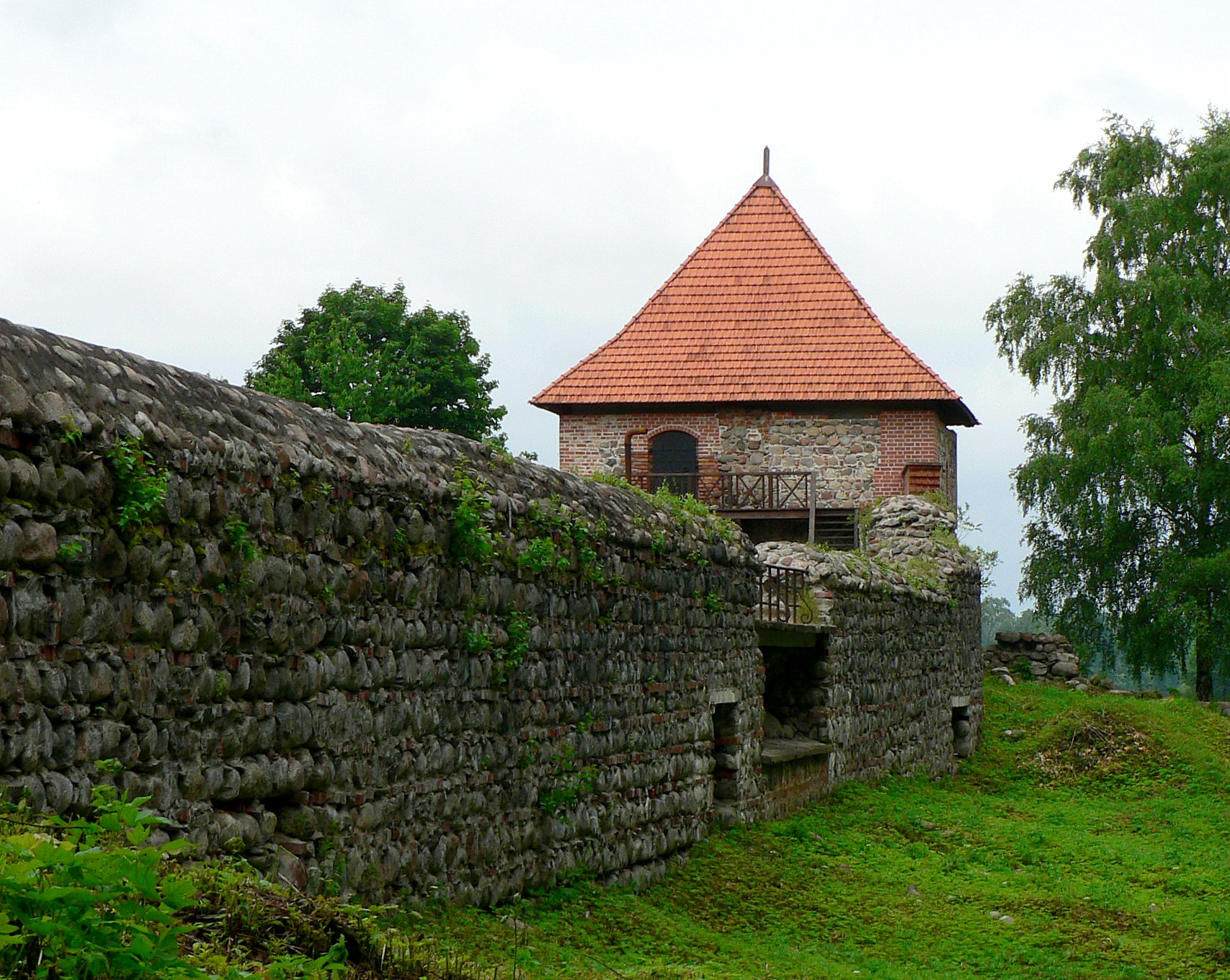
Restanten van het Schiereilandkasteel